# Shin'ichi Mochizuki
Pour les articles homonymes, voir Mochizuki.
Shin'ichi Mochizuki (望月 新一, Mochizuki Shin'ichi), né le 29 mars 1969 à Tokyo, est un mathématicien japonais, actuellement professeur à l'université de Kyoto.

## Biographie
Spécialiste de la théorie des nombres, il est notamment connu pour avoir introduit de nouveaux outils mathématiques dans ce domaine (tel que les frobenioïdes), avoir développé la théorie de Teichmüller inter-universelle, mais surtout pour avoir publié en août 2012 une série de quatre articles proposant une démonstration de la conjecture abc. Cette démonstration, relevant de mathématiques extrêmement complexes faisant appel à des outils qu'il a lui-même développés et dont certains n'ont pas encore été éprouvés par ses pairs, est encore à l'heure actuelle en cours d'analyse par des mathématiciens du monde entier,. Peter Scholze et Jakob Stix ont publiquement déclaré que, en septembre 2018, cette démonstration n'était en l'état pas recevable.
En avril 2020, sa démonstration de la conjecture abc est acceptée pour publication dans Publications of the Research Institute for Mathematical Sciences, journal publié par l'Institut de recherches pour les sciences mathématiques dont Mochizuki est l'éditeur en chef.